# HNŠK Viktorija Đakovo
HNŠK Viktorija bio je nogometni klub iz grada Đakova. 

## Povijest
Osnovan polovicom 1913. godine. Prvu je javnu utakmicu odigrala s malo starijim gradskim takmacom Slavijom. Dogovoreni nadnevak utakmice bio je 11. lipnja 1914., a pričuvni termin, za slučaj lošeg vremena bio je 14. lipnja.
Djelovala i tijekom Drugoga svjetskog rata na području pod nadzorom osovinske Hrvatske. Svibnja 1942. odigrala je na Spasovo prijateljsku utakmicu s vinkovačkim takmacem Germanijom.